# Ulice (distrikt Brčko)
Ulice su naseljeno mjesto u sastavu distrikta Brčko, BiH.

## Stanovništvo
| Ulice              |                |                |                |
| godina popisa      | 1991.          | 1981.          | 1971.          |
| Hrvati             | 1.108 (87,51%) | 1.047 (83,16%) | 1.082 (76,68%) |
| Srbi               | 136 (10,74%)   | 140 (11,11%)   | 321 (22,74%)   |
| Muslimani          | 1 (0,07%)      | 0              | 3 (0,21%)      |
| Jugoslaveni        | 7 (0,55%)      | 34 (2,70%)     | 0              |
| ostali i nepoznato | 14 (1,10%)     | 38 (3,01%)     | 5 (0,35%)      |
| ukupno             | 1.266          | 1.259          | 1.411          |

## Šport
- NK Posavina Ulice

## Vanjske poveznice
- posavina.org, Povijest župe Ulice, objavljeno 30. ožujka 2011., pristupljeno 15. rujna 2019.